# Albert Sercu
Albert Sercu (Bornem, 26 de enero de 1918 - Roeselare, 24 de agosto de 1978) fue un ciclista belga que fue profesional entre 1941 y 1951, consiguiendo 68 victorias. Su éxito más importante fue la medalla de plata del Campeonato Mundial de Ciclismo en Ruta de 1947.
Su hijo, Patrick, también fue ciclista profesional durante la década de 1960.

## Palmarés
1942
- 2.º en el Campeonato de Bélgica en Ruta

1946
- 2 etapas en la Vuelta a Bélgica

1947
- Het Volk
- A través de Flandes
- Nokere Koerse
- 2 etapas en la Vuelta a Bélgica
- 2º en el Campeonato Mundial en Ruta

1950
- 2 etapas en la Vuelta a Marruecos

1951
- Campeón de Europa de Madison (con Valère Ollivier)

## Resultados en Grandes Vueltas y Campeonatos del Mundo
Durante su carrera deportiva ha conseguido los siguientes puestos en las Grandes Vueltas y en los Campeonatos del Mundo en carretera:
| Carrera         | 1943 | 1944 | 1945 | 1946 | 1947 | 1948 | 1949 | 1950 | 1951 | 1952 |
| --------------- | ---- | ---- | ---- | ---- | ---- | ---- | ---- | ---- | ---- | ---- |
| Giro de Italia  | X    | X    | X    | -    | -    | -    | -    | -    | -    | -    |
| Tour de Francia | X    | X    | X    | X    | Ab.  | -    | -    | -    | -    | -    |
| Vuelta a España | X    | X    | -    | -    | -    | -    | -    | -    | -    | -    |
| Mundial en Ruta | X    | X    | X    | -    | 2º   | -    | -    | -    | -    | -    |

-: no participa

Ab.: abandono